# Namea saundersi
Namea saundersi is een spinnensoort in de taxonomische indeling van de bruine klapdeurspinnen (Nemesiidae).
Namea saundersi werd in 1984 beschreven door Raven.